# This Isn't Everything You Are
This Isn't Everything You Are è un singolo del gruppo musicale scozzese Snow Patrol, pubblicato nel 2011 ed estratto dall'album Fallen Empires.

## Tracce
- Download digitale

1. This Isn't Everything You Are (album version) – 4:57

## Video
Il videoclip della canzone è stato girato in parte a Buenos Aires (Argentina).